# Strauch-Melde
Die Strauch-Melde (Atriplex halimus) ist eine Pflanzenart aus der Gattung der Melden (Atriplex) innerhalb der Familie der Fuchsschwanzgewächse (Amaranthaceae). Das natürliche Verbreitungsgebiet dieser halophytischen Art liegt im gesamten Mittelmeerraum und an der Atlantikküste Südwesteuropas, sowie auf den Kanarischen Inseln.

## Beschreibung

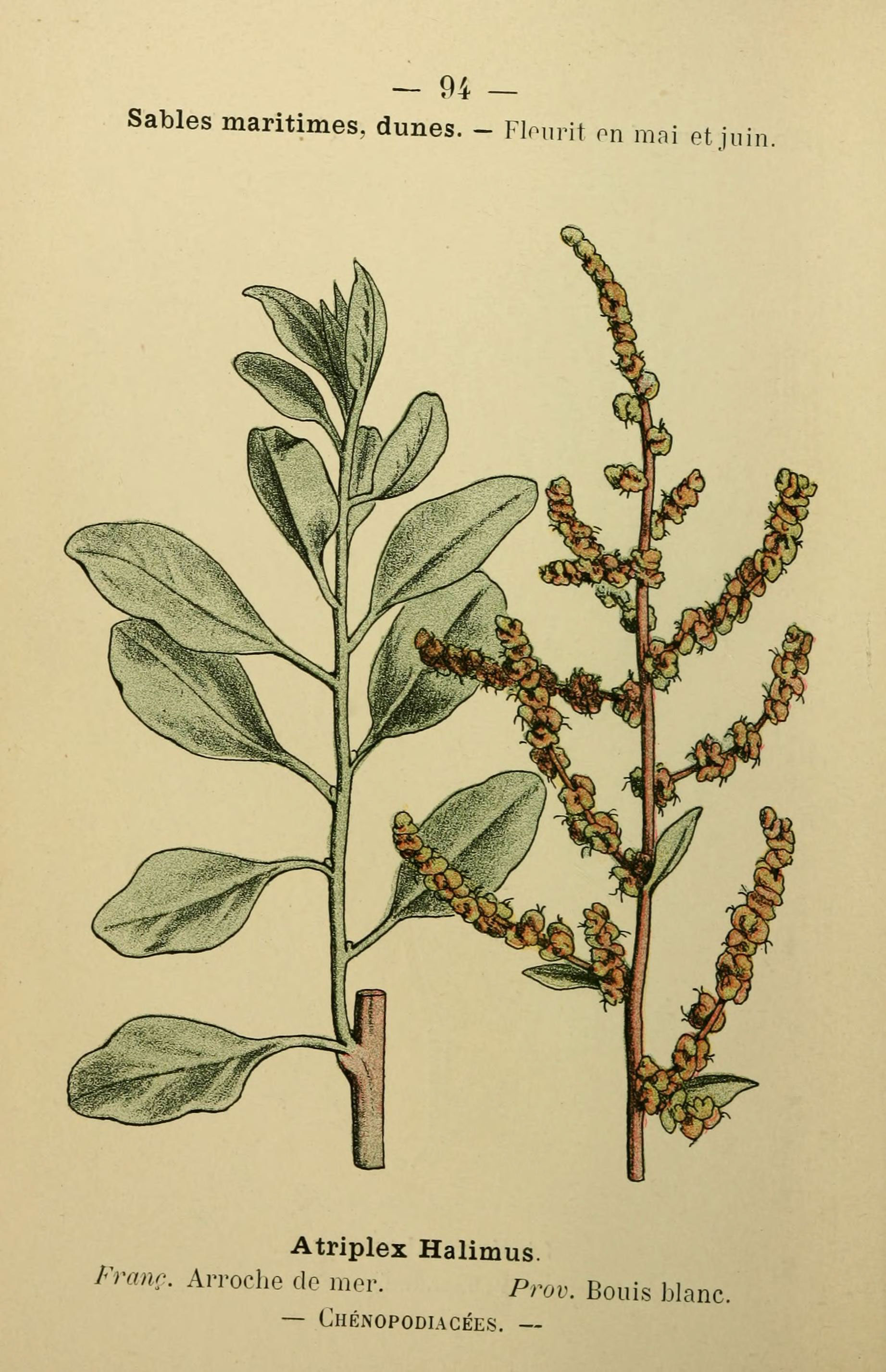
Illustration aus Flore coloriée de poche du littoral méditerranéen de Gênes à Barcelone y compris la Corse

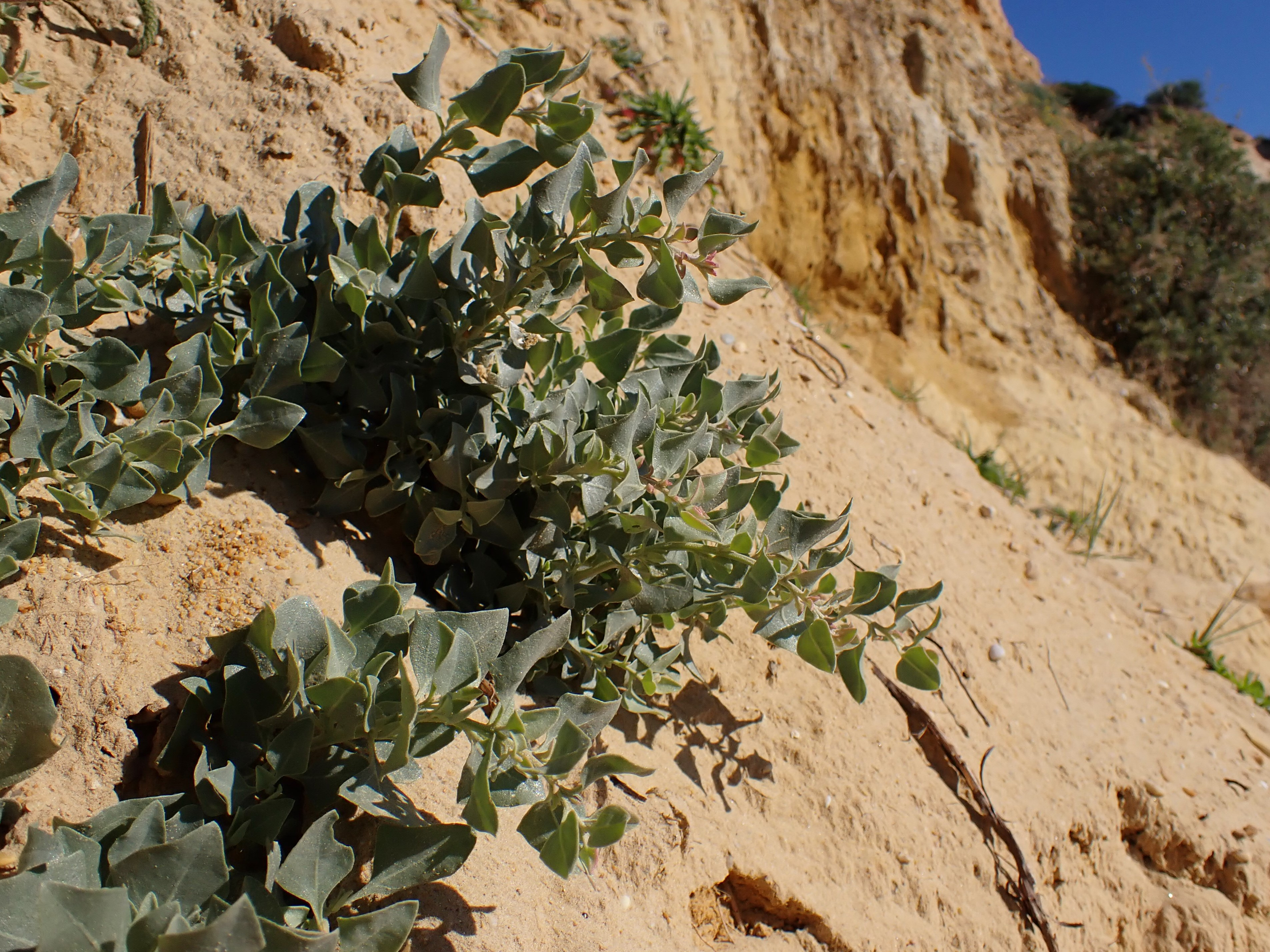
Habitus

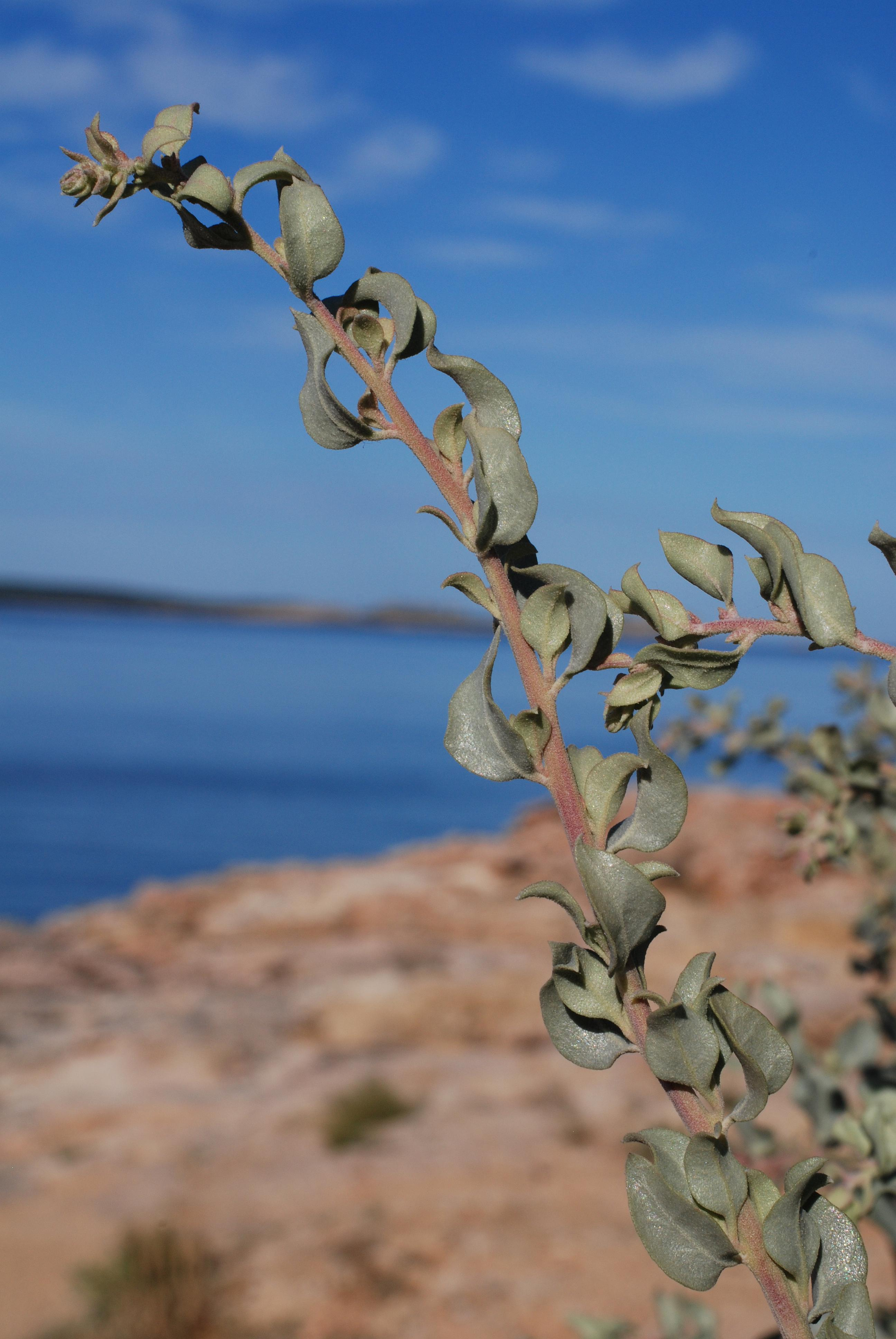
Zweig mit Laubblättern

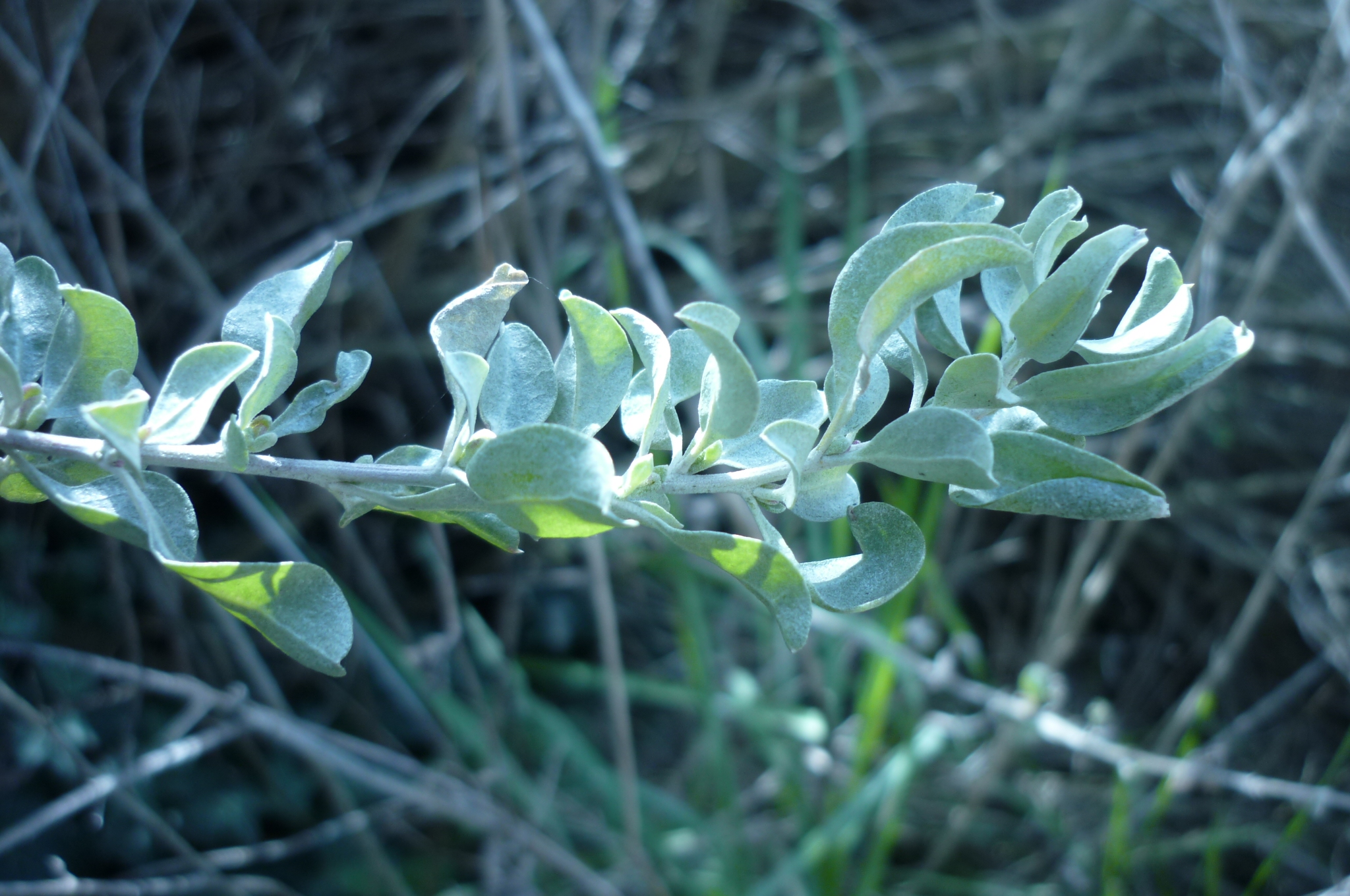
Zweig mit Laubblättern

### Erscheinungsbild und Blatt
Die Strauch-Melde ist ein aufrechter, stark verzweigter Strauch mit Wuchshöhen von 0,5 bis 2, selten bis zu 3 Metern. Die jungen Zweige sind stumpf kantig, ältere Zweige weisen eine grau-weiße, sich abschälende Borke auf.
Die wechselständig angeordneten Laubblätter sind in Blattstiel und Blattspreite gegliedert. Der Blattstiel ist mit einer Länge von 0,3 bis 1 Zentimetern relativ kurz. Die einfache, silbrig-weiße, fast ledrige Blattspreite ist bei einer Länge von 1 bis 4, selten bis zu 6 Zentimetern sowie einer Breite von 0,5 bis 3, selten bis zu 5 Zentimetern länglich-eiförmig bis eiförmig-rhombisch, ganzrandig oder seicht gelappt, mit keilförmiger, gestutzter oder fast spießförmiger Spreitenbasis. Ihre Blattspitze ist stumpf, zuweilen mit einem kleinen Spitzchen oder ausgerandet. Die oberen Blätter sind lanzettlich.

### Blütenstand und Blüte
Die Blütezeit reicht von Juni bis Oktober. Die Strauch-Melde ist einhäusig getrenntgeschlechtig (monözisch). Die endständigen, langen, nahezu blattlosen, scheinrispigen Gesamtblütenstände enthalten vielblütige, knäuelige Teilblütenstände und bilden etwas gedrängte seitliche und endständige scheinährige Teilblütenstände.
Die männlichen Blüten, die oft in geringerer Zahl vorhanden sind, besitzen fünf sehr kleine, häutige Blütenhüllblätter (Tepalen). Weibliche Blüten, die nur den Fruchtknoten enthalten, werden umhüllt von zwei Vorblättern.

### Frucht und Samen
Die zahlreichen, von ihren Vorblättern umhüllten Früchte stehen gedrängt und oft waagerecht abgespreizt an der Blütenstandsachse. Die nur an der Basis verbundenen, verdickten und derb werdenden Vorblätter sind bei einer Länge von 3,5 bis 4 Millimetern sowie einer Breite von 5 bis 6 Millimetern nierenförmig, breit-eiförmig bis fast rundlich, ganzrandig bis schwach gezähnt. Anhängsel auf der Rückseite sind nicht vorhanden.
Der dunkel-braune Samen besitzt einen Durchmesser von etwa 1,5 Millimetern.

### Chromosomenzahl
Die Chromosomenzahl beträgt 2n = 18, bei einer Untersuchung wird auch 2n = 36 angegeben.

### Photosyntheseweg
Die Strauch-Melde ist eine C4-Pflanze mit Kranzanatomie.

## Ökologie
Die Strauch-Melde dient als Nahrungspflanze für die Schmetterlingsraupen der Miniersackträger Coleophora crassicornella, Coleophora parthenica, Coleophora plurifoliella und Coleophora serinipennella sowie der Palpenmotten Apatetris halimilignella, Chrysoesthia gaditella, Chrysoesthia halymella und Scrobipalpa halymella. Auch die Federmotte Agdistis heydenii, die Zünsler Christophia semirosella und Hypotia leonalis und die Scythrididae Eretmocera nomadica und Scythris orbidella fressen an dieser Pflanzenart.
In der Flora Iranica (Hedge 1997) werden Pflanzengallen auf Atriplex halimus erwähnt.

## Vorkommen
Die Strauch-Melde hat ihr natürliches Verbreitungsgebiet im gesamten Mittelmeerraum und an der Atlantikküste Südwesteuropas, sowie auf den Kanarischen Inseln. Weitere ursprüngliche Vorkommen hat sie in Nordafrika von Mauretanien und Mali bis zum Irak, in Arabien, Äthiopien und Somalia. Eingebürgert ist sie auch auf Madeira und auf den Kanalinseln zu finden, als eingeführte Art auch in Großbritannien. Kultiviert als Futterpflanze kommt sie in vielen trockenen Regionen vor, beispielsweise im Iran. In Europa hat sie ursprüngliche Vorkommen in den Ländern Portugal, Spanien, Frankreich, Italien, Kroatien und Griechenland. Als Standort werden Sand- und Felsküsten sowie Binnensalzstellen bevorzugt (Halophyt).

## Systematik
Die Strauch-Melde (Atriplex halimus) zählt als C4-Pflanze innerhalb der Gattung Atriplex zur C4-Atriplex-Clade.
Die Erstveröffentlichung von Atriplex halimus erfolgte 1753 durch Carl von Linné in Species Plantarum, Bnd 2, S. 1052. Synonyme für Atriplex halimus L. sind: Atriplex halimoides Tineo, Atriplex kataf Ehrenb. ex Boiss., Atriplex parvifolia Pau (nom. illeg.), Atriplex serrulata Pau, Chenopodium halimus (L.) Thunb., Schizotheca halimus (L.) Fourr.

## Nutzung

### Nahrungspflanze
Die Laubblätter der Strauch-Melde können roh in Salaten oder als Gemüse gekocht wie Spinat zubereitet werden. Wenn sie nur leicht gedünstet werden, behalten sie ihre knackige Struktur. Sie sollen angenehm salzig schmecken, selbst wenn die Pflanzen auf nicht salzigen Böden im Inland wachsen.
Auch die Samen können gekocht verzehrt werden. Gemahlen können sie zum Andicken von Speisen oder als Mehlzusatz beim Brotbacken verwendet werden. Die Ernte der kleinen Samen ist allerdings mühsam. Außerdem soll der Pflanzensaft ein essbares „Manna“ liefern.

### Futterpflanze
In vielen trockenen Regionen wird die Strauch-Melde als Futterpflanze zur Beweidung kultiviert.

### Heilpflanze
Die Strauch-Melde wird medizinisch als Karminativum gegen Blähungen angewendet. Die Asche der Sprosse liefert ein Pulver zur Neutralisierung der Magensäure (Antazidum).

### Weitere Nutzungen
Die Asche der verbrannten Strauch-Melde wird als Alkali zu Seifenherstellung verwendet.
Als Hecke gepflanzt bietet die Strauch-Melde einen guten Windschutz, besonders an den Küsten. Solche Hecken können ungeschnitten wachsen, die Pflanzen vertragen aber ebenso gut einen Rückschnitt, sogar bis ins alte Holz.
Da die Pflanzen das Salz aus dem Boden aufnehmen, wird diese Art auch zur Regenerierung (Phytosanierung) versalzter Böden eingesetzt.
Die Strauch-Melde findet als Zierpflanze Verwendung.